# Flaga obwodu lipieckiego

Flaga obwodu lipieckiego z dnia 20.02.2003 r.

Flaga obwodu lipieckiego (NHR:1211) zatwierdzona 10 lipca 2003 to czerwony prostokątny materiał w proporcjach (szerokość do długości) – 2:3, w którego centrum znajdują się figury z tarczy herbowej obwodu lipieckiego: żółta (złota) lipa (wysokości 2/3 szerokości materiału) stojąca na pięciu zielonych wzgórzach (dochodzących od dolnego krańca do 1/3 szerokości materiału).
Flaga utworzona na podstawie herbu obwodu lipieckiego, językiem symboli i alegorii oddaje historyczną i ekonomiczną wyjątkowość rejonu.
Umieszczona w centrum flagi lipa nawiązuje do nazwy obwodu. Drzewo to starożytny symbol braterstwa i zgody. Lipa w heraldyce oznacza serdeczność i dobroduszność, jest alegorycznym symbolem życia. Pięć wzgórz na których stoi to nawiązanie do położenia geograficznego obwodu, który został w 1954 r. wydzielony z historycznych ziem obwodów: woroneskiego, orłowskiego, riazańskiego i kurskiego, piąte wzgórze to symbol obwodu lipieckiego. Zielone wzgórza mówią też o bogatych ziemiach (85% powierzchni obwodu to czarnoziemy). Kolor czerwony flagi symbolizuje ciężką pracę ludzi regionu, oraz siłę ducha, męstwo, święto i piękno.
Poprzednia flaga obwodu lipieckiego, przyjęła przez Radę obwodu 20 lutego 2003 r., została odrzucana przez gubernatora, który zgłosił weto i odprawił ją wraz z herbem do dopracowania.